# Oberea shibatai
Oberea shibatai là một loài bọ cánh cứng trong họ Cerambycidae.